# Leonardo (företag)
Leonardo S.p.A. (före 2017 Finmeccanica) är en italiensk tillverkningsföretag som verkar inom flyg-, försvars- och rymdindustrin.
Leonardo utvecklar och tillverkar flygplan, helikoptrar (tidigare Leonardo Helicopter Division, satelliter, raketer och komponenter för rymdfart. Leonardo tillverkar vidare pansarfordon, torpeder, höghastighetståg, tunnel- och spårvägsbanor.
Koncernen har 60 000 anställda varav 42 000 i Italien. I koncernen ingår Alenia, Aermacchi, AgustaWestland, Oto Melara, AnsaldoBreda och Ansaldo STS.
Leonardo grundades 1948 som en del i Istituto per la Ricostruzione Industriale (IRI).